# Epalpus peruvianus
Epalpus peruvianus là một loài ruồi trong họ Tachinidae.